# La vera storia di Ivana Trump
La vera storia di Ivana Trump (For Love Alone: The Ivana Trump Story) è un film per la televisione del 1996 diretto da Michael Lindsay-Hogg. Tratto dall'autobiografia romanzata di Ivana Trump, Soltanto per amore, il film ripercorre la vita di Ivana, interpretata dall'attrice svedese Sanna Vraa, da sconosciuta sciatrice europea a membro dell'alta società statunitense.

## Trama
La giovane e bella atleta cecoslovacca Katrinka Kovár, per arrotondare il magro stipendio, inizia a lavorare part-time come indossatrice. Un colpo di fortuna le fa conoscere l'affascinante regista ceco Mirak, che la ingaggia per una delle sue pellicole, facendola conoscere al grande pubblico. Nel 1975 Katrinka decide di trasferirsi negli Stati Uniti, continuando a fare la modella e trovando successo e benessere. Conoscerà e sposerà il ricco uomo d'affari Adam Graham nel 1977. Ma dopo anni di convivenza e tre figli, il rapporto si guasterà inevitabilmente, anche a causa della presenza di un'altra donna. Il divorzio che ne conseguirà nel 1992 la renderà ricchissima.